# 桐島靖子
桐島 靖子（きりしま やすこ、12月13日 - ）は、日本の女性声優。京都府出身。以前はオフィスもり、トリアスに所属していた。

## 出演作品

### ナレーション
- オレンジページ×フーディーズＴＶ「コウケンテツ＆中川晃教 GO!GO!ランチBOX」 （スカパー）
- 旧軽井沢ホテル テレビCM
- CIBA Vision コンタクトレンズの外し方（携帯コンテンツ）

### MC
- ソード・ワールド 2.0 発売記念コンベンション
- DreamParty大阪 メインステージMC（2003秋～2006秋）
- DreamParty 東京 2008秋 メインステージMC
- DCC大阪ステージ
- 天神祭 船渡御（福梅講）
- 三鷹アニメフェスタ
- むらさき祭 in 四小